# 灵魂伴侣
灵魂伴侣（英語：Soulmate）是指与之相处有深深的或是天然的親和感的人。可以是两者之间的相像、愛、浪漫、友情、亲密、性、性关系、靈性或配合度与信任。
soul代表灵魂，mate代表伴侶。在古代的诗歌中，夫妻和恋人等关系被视为灵魂伴侣，而近年来，灵性学说中这种关系常被提及。人们的相遇是命中注定的，或者是在对方的生命中扮演确定的重要角色。人们常提及的超自然说法，如“前世相遇”、“命运相繫”，或者认为亲友都是前世有关系的人的转世，也是这种学说的反映。不过，并不是所有的人都赞同这种神秘的含义。

## 理论

### 哲学
从哲学的角度來看，灵魂伴侣有更深层的含义，并且更高的目标。
希臘哲學中提及人有三部分:  灵（Spirit）、魂（Soul）、体（Body）。从外到内, 体是指人的物质身体；魂是凡人的心思、情感和意志； 灵是凡人接触神的器官。
不少人追求灵魂的合一，相爱中两人达到灵魂的相容和一致。从哲学的角度出發，關於柏拉圖式戀愛的哲学理论主要指的是人魂的那部分，也就是心思，情感和意志，凭着自我是不可能完全一致的！
根据柏拉图《會飲篇》中记述的阿里斯托芬的理论观点，人类本来长着四条腿、四只胳膊以及一个有着两张脸的头颅，但宙斯害怕人类的力量，因此把人分成了两半，迫使他们穷尽生命来寻找自己的另一半，以使自己达到完满。
|                                | （最初的人）能像现在的人一样直立行走，能按自己的意愿向前行走或倒退行走，而且他还能迅速的滚动，张开四只胳膊和四条腿，像杂技演员一样在空中翻飞——而这是他们想要快跑的时候……他们的力量和能力是如此强大，心中的思想是如此伟大，因此他们要攻击众神……天界议会的众神心中充满了疑惑，因为如果他们像灭绝巨人一样，用雷电灭绝人类，人类对神的祭祀和崇拜就会断绝，但另一方面，众神不能容忍人类不受遏制的傲慢无礼。最终，在经过深思熟虑後，宙斯想到了一个办法：‘据我看来，我的方法可以遏制他们的傲慢，改善他们的举止。人类应继续存活，但我会把他们切成两半，这样他们的力量就会削弱，数量就会增多，祭祀和奉献就会更多，这样就会对我们更有利。他们只能用两条腿走路，但是如果他们仍旧傲慢无礼，不安分守己，我还会再把他们切成两半，让他们只能用一条腿跳来跳去。’ |
| ——阿里斯托芬，柏拉图《會飲篇》 | |

根据由神智學推广、并由爱德加·凯西改良的理论，上帝所创造的人的灵魂都是雌雄同體的，也就是说一个人兼有男性与女性的灵魂。随後，按照理论的设想，人被分成两性，是因为人在地球上游荡玩耍，或者说人离开上帝时，承受了業报。在不断的转世中，人的其中一半总是在寻觅另一半。只有当所有的业债都还清後，人的两半才能重新融合到一起，达到终尽。